# Mistrzostwa Świata w Półmaratonie 2001
10. Mistrzostwa Świata w Półmaratonie – zawody lekkoatletyczne, które rozegrano 7 października 2001 roku w Bristolu na terenie Wielkiej Brytanii. W imprezie nie brali udziału reprezentanci Polski.

## Rezultaty

### Mężczyźni
|               | Złoto                                                       | Srebro                                                | Brąz                                                      |
| Indywidualnie | Haile Gebrselassie 1:00:03                                  | Tesfaye Jifar 1:00:04                                 | John Yuda Msuri 1:00:12                                   |
| Drużynowo     | Etiopia · Haile Gebrselassie · Tesfaye Jifar · Tesfaye Tola | Kenia · Evans Rutto · Peter Chebet · Chris Cheboiboch | Tanzania · John Yuda · Phaustin Baha Sulle · Benedict Ako |

### Kobiety
|               | Złoto                                                         | Srebro                                                      | Brąz                                                    |
| Indywidualnie | Paula Radcliffe 1:06:47 CR                                    | Susan Chepkemei 1:07:36                                     | Berhane Adere 1:08:17                                   |
| Drużynowo     | Kenia · Susan Chepkemei · Isabella Ochichi · Caroline Kwambai | Japonia · Mizuki Noguchi · Yasuyo Iwamoto · Takako Kotorida | Etiopia · Berhane Adere · Meseret Kotu · Teyiba Erkesso |